# Boca-de-sapo (ave)
Os bocas-de-sapo são um grupo de aves noturnas nativas da Ásia e Oceania, que compõem a família Podargidae e ordem Podargiformes, divididos em três gêneros diferentes. São próximos dos noitibós, e já foram anteriormente classificados na ordem Caprimulgiformes, porém estudos recentes apontaram que os membros dessa família deviam ser classificado em uma ordem distinta.

## Biologia
Recebem o nome popular de boca-de-sapo devido ao seu grande bico achatado com enorme abertura semelhante a um sapo, que usam para capturar insetos. O vôo é fraco e curto. Descansam horizontalmente em galhos durante o dia, camuflados por sua plumagem de cores pouco chamativas e enigmáticas. Até três ovos brancos são colocados na forquilha de um galho, e são incubados pela fêmea à noite e pelo macho durante o dia. As três espécies de Podargus são restritas à Austrália e Nova Guiné. São conhecidos por capturar presas maiores do que seus semelhantes, como pequenos vertebrados (rãs, camundongos, etc.), que às vezes são rebatidos repentinamente contra uma pedra antes de serem devorados. Os doze representantes do gênero Batrachostomus são encontradas na Ásia tropical. Eles têm bicos menores e mais arredondados e são predominantemente insetívoros. Tanto Podargus quanto Batrachostomus têm cerdas ao redor da base do bico, que lembram um bigode, e Batrachostomus tem cerdas mais longas que podem servir para proteger os olhos das presas de insetos. Em abril de 2007, uma nova espécie de boca-de-sapo foi descrita nas Ilhas Salomão e colocada em um gênero recém-estabelecido, denominado de Rigidipenna.

## Taxonomia
Estudos de hibridização de DNA-DNA sugeriram que os dois grupos de boca-de-sapo podem não estar tão intimamente relacionados como se pensava anteriormente, e que as espécies asiáticas podem ser consideradas uma nova família, que seria chamada de Batrachostomidae. Embora os bocas-de-sapo tenham sido anteriormente incluídas na ordem Caprimulgiformes, um estudo de 2019 estimou a divergência entre Podargus e Batrachostomus entre 30 e 50 milhões de anos e formando um clado bem separado dos noitibós e sendo um grupo irmão dos andorinhões, beija-flores e egotelos. O nome Podargiformes proposto em 1918 por Gregory Mathews foi restabelecido para o clado.

## Espécies
Possui três gêneros com dezesseis espécies reconhecidas (nomes populares de acordo à Paixão et al.);
| Imagem | Gênero                          | Espécies |
| ------ | ------------------------------- | --- |
|        | Podargus Vieillot, 1818         | - Boca-de-sapo-ocelado, Podargus ocellatus - Boca-de-sapo-da-papua, Podargus papuensis - Boca-de-sapo-australiano, Podargus strigoides |
|        | Batrachostomus Gould, 1838      | - Boca-de-sapo-orelhudo, Batrachostomus auritus - Boca-de-sapo-do-dulit, Batrachostomus harteri - Boca-de-sapo-filipino, Batrachostomus septimus - Boca-de-sapo-estrelado, Batrachostomus stellatus - Boca-de-sapo-cingalês, Batrachostomus moniliger - Boca-de-sapo-rabiongo, Batrachostomus hodgsoni - Boca-de-sapo-de-samatra, Batrachostomus poliolophus - Boca-de-sapo-de-bornéu, Batrachostomus mixtus - Boca-de-sapo-javanês, Batrachostomus javensis - Boca-de-sapo-de-blyth, Batrachostomus affinis - Boca-de-sapo-de-palauã, Batrachostomus chaseni - Boca-de-sapo-cornudo, Batrachostomus cornutus |
|        | Rigidipenna Cleere et al., 2007 | - Boca-de-sapo-das-salomão, Rigidipenna inexpectata |

## Na cultura
Em um artigo publicado em abril de 2021, os pesquisadores Katja Thömmes e Gregor Hayn-Leichsenring, do grupo Experimental Aesthetics do Hospital Universitário de Jena, na Alemanha, descobriram que o boca-de-sapo é a espécie de ave mais "instagramável". Usando um algoritmo para analisar o apelo estético de mais de 27.000 fotografias de pássaros no Instagram, eles descobriram que fotos que retratam bocas-de-sapo receberam o maior número de curtidas em relação à exposição das postagens aos usuários. O artigo do jornal foi escolhido por vários meios de comunicação, incluindo o The New York Times e o The Guardian.

## Sítios externos
- Commons
- Wikispecies

- Frogmouth videos em Internet Bird Collection
- Vídeo: Procurando o boca-de-sapo-cingalês, Sudeste da Índia
- Cientistas descobrem um novo gênero de boca-de-sapo nas Ilhas Salomão